# Caro Ferrer
Caro Ferrer, nome de cena de Carolina Ferrer, nascida em 18 de agosto de 1974, é uma autora – compositora – intérprete de origem brasileira.

## Biografia
Caro Ferrer cresceu em Ipanema, Rio de Janeiro. Aos 25 anos se instala em Paris para seguir seus estudos. Paralelamente trabalha como tradutora e como barmaid e começa a cantar em diversos bares da cidade em 2006, consagrando seu tempo exclusivamente à música.
Em agosto de 2007 decide criar seu primeiro CD, Jasmim no Ar, reunindo suas primeiras composições. O album é lançado em avant première da sétima edição do Festival Jazz in Ajaccio, em 2009, dentro do quadro do ano da França no Brasil. A partir daí, colaboram com ela músicos conhecidos da MPB em Paris, como Jorginho Amorim, Márcio Faraco e Lameck Macaba.
Em 2011 produz e lança seu segundo album, Samba pelo Avesso, inteiramente autoral, com arranjos de Jorginho Amorim. O disco é lançado em Paris e passa por diversas cidades da França (Montpellier, Grenoble, Lyon, Roanne, Gonesse, Montmorency) e integra a programação do Festival de Sète, à convite de Remy Kolpa Kopoul. Em seguida é apresentado no Rio de Janeiro, com duas apresentações no Rio Scenarium e em salas menores como Vinícius Piano Bar e Cinemathèque.
Em 2014 surge Desarmada, disco que revela uma veia pop e que traz, pela primeira vez, alguns efeitos eletrônicos em suas composições. O album foi produzido entre Rio e Paris durante o ano de 2013, com arranjos de Geovanni Andrade, Vinícius Rosa e da própria artista. 
No ano seguinte, cria o grupo Lamparina, com Seb Pacreau (percussões), Marivaldo Paim (percussões), Lannazita (cavaco) e Hervé Morisot (sete cordas). Em formato roda de samba, o grupo revisita sambas e baiões dos anos quarenta com arranjos modernos e se apresenta ainda hoje em Paris.
Após defender uma dissertação sobre vida e obra de Chico César, conclui em junho de 2016 o Mestrado em Literatura e Civilização Brasileira na Universidade Paris Ouest – Nanterre e parte para uma tourné por algumas cidades do nordeste brasileiro para testar novas composições. 
De volta à Paris, inicia parceria musical com o cavaquinista colombiano Pedro Barrios e com o guitarrista pernambucano Rodrigo Samico, de passagem pela cidade. Colaboram também no mesmo projeto Hervé Morisot, guitarrista com quem trabalha desde 2011, e os percussionistas Wander Pio e Zé Luis Nascimento, todos arranjadores ou co compositores de algumas destas últimas composições, reunidas no album Brisa Mourisca.
Neste seu 4° album, decidida a mostrar ao público europeu a diversidade musical do Nordeste brasileiro, a autora e compositora se inspira da primeira colonização, quando a influência moura marcava esta região, e revisita ritmos pouco conhecidos do público estrangeiro.
Lançado em Paris em novembro de 2018, Brisa Mourisca reúne 10 novas canções, ornamentadas com sonoridades árabes e persas; nácar que inspirou a artista - que é também pesquisadora das raízes culturais nordestinas

## Discografia
- 2009 : Jasmim no ar (album)
- 2011 : Samba pelo avesso (album) Little Genius Entertainment[15]
- 2014 : Desarmada (album)[16]
- 2018 : Brisa Mourisca (album)

## Participações
- Com Márcio Faraco, Descaso sur l'album O Tempo (Le Chant du Monde)[17]
- Com Márcio Faraco, Noite de lembrar sur l'album O Tempo (Le Chant du Monde) et Latin Dreamland (Putamayo)[18]
- Com Kwalunga, Estrela nagô (Rayon Vert Publishing Company)